# Mossorangelav
Mossorangelav (Caloplaca sinapisperma) är en lavart som först beskrevs av Lam. & DC., och fick sitt nu gällande namn av Maheu & A. Gillet. Mossorangelav ingår i släktet orangelavar och familjen Teloschistaceae.  Arten är reproducerande i Sverige. Inga underarter finns listade i Catalogue of Life.